# Lezoux
Lezoux – miejscowość i gmina we Francji, w regionie Owernia-Rodan-Alpy, w departamencie Puy-de-Dôme.
Według danych na rok 1990 gminę zamieszkiwało 4819 osób, a gęstość zaludnienia wynosiła 139 osób/km² (wśród 1310 gmin Owernii Lezoux plasuje się na 37. miejscu pod względem liczby ludności, natomiast pod względem powierzchni na miejscu 143.).

## Bibliografia

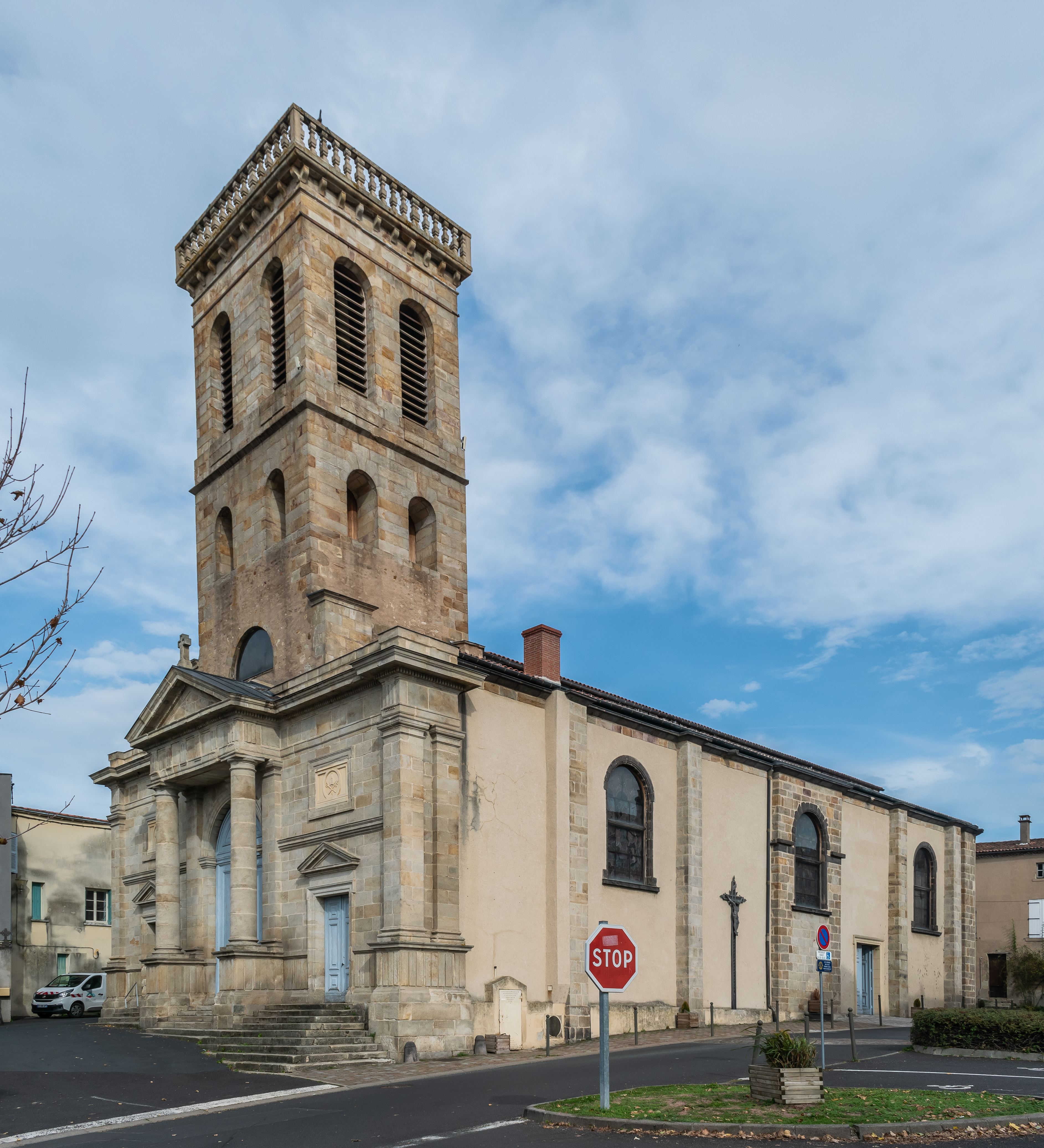
Kościół św. Piotra
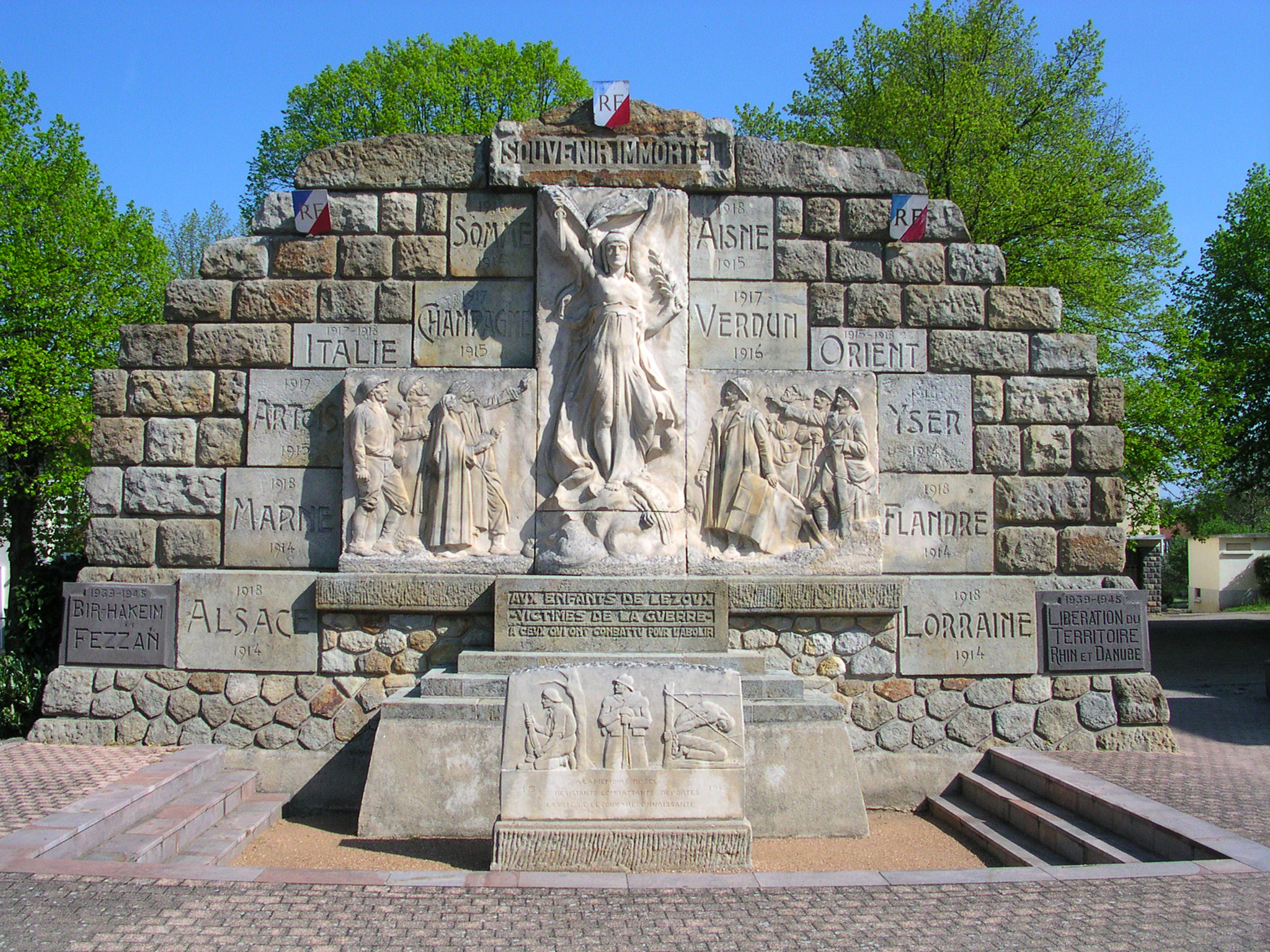
Monument aux Morts
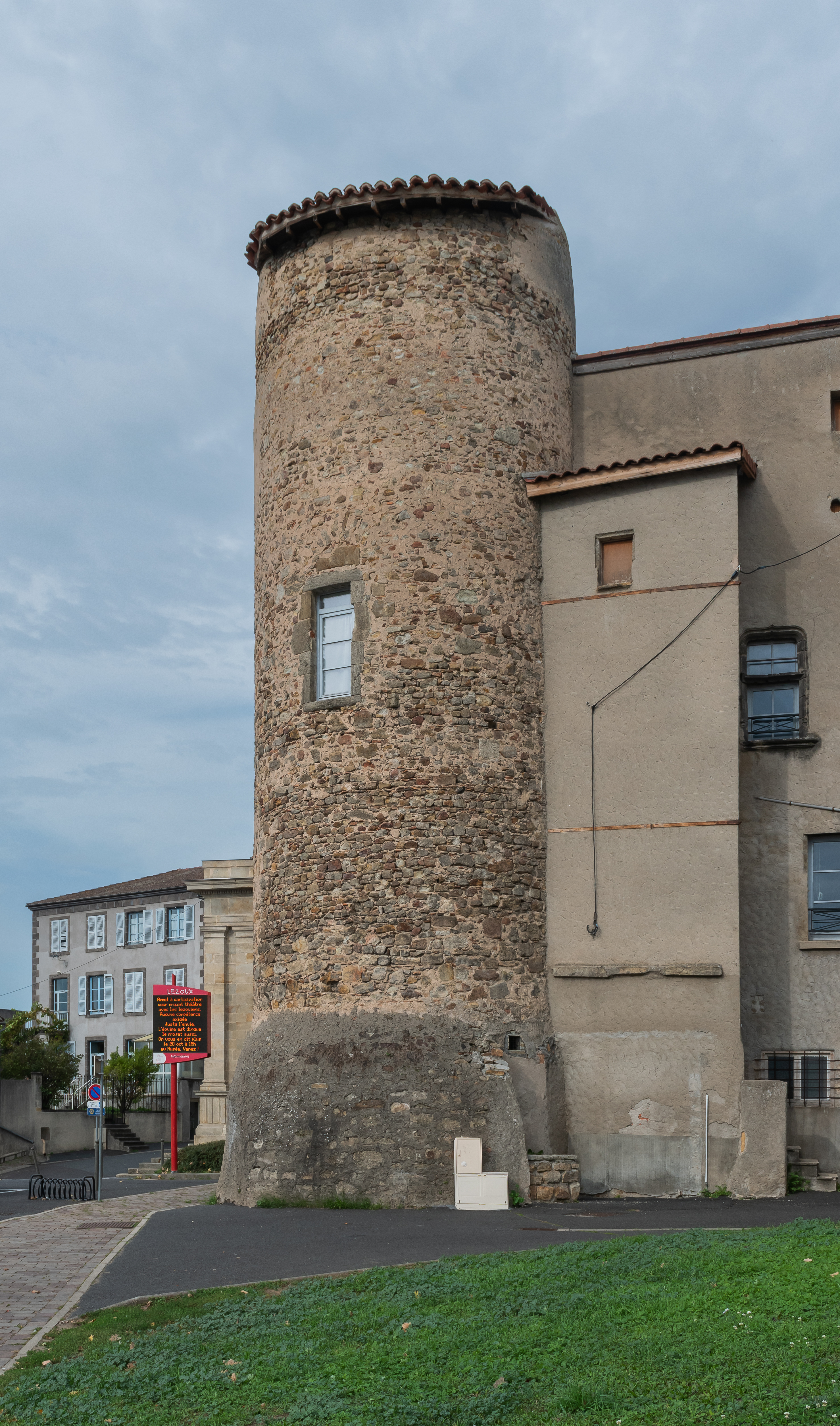
Pozostałości murów miejskich
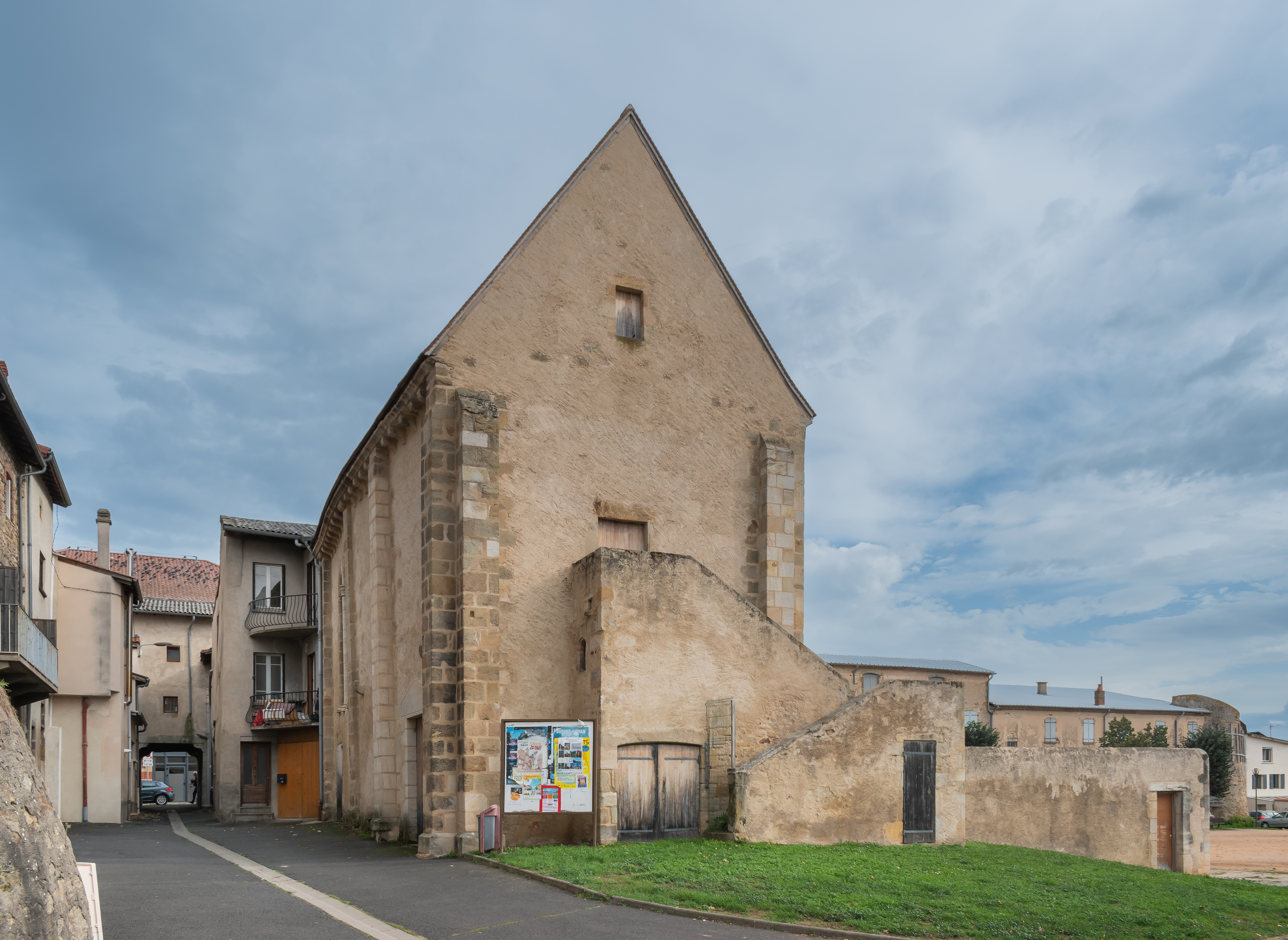
Dawna kaplica św. Grzegorza